# 中山真
中山 眞（なかやま しん、1939年11月19日 - ）は、日本の経営者。安川電機社長、会長を務めた。福岡県福岡市南区出身。

## 来歴・人物
1958年福岡県立修猷館高等学校を経て、1962年に東京大学法学部を卒業し、同年に安川電機製作所(のちの安川電機)に入社した。1988年に取締役に就任し、常務、専務を経て、2000年に社長に就任した。2004年4月に会長に就任した。
1991年に藍綬褒章を受章。